# ادموز
ادموز (به اسپانیایی: Ademuz) یک پایتخت در اسپانیا است که در Rincón de Ademuz واقع شده‌است.

## خصوصیات
ادموز ۱۰۰٫۴ کیلومترمربع مساحت و ۱٬۲۸۶ نفر جمعیت دارد و ۶۶۰ متر بالاتر از سطح دریا واقع شده‌است.